# Arisaema ilanense
Arisaema ilanense — многолетнее клубневое травянистое растение, вид рода Аризема (Arisaema) семейства Ароидные (Araceae).

## Ботаническое описание
Клубень сжато-шаровидный, 1,3—3 см в диаметре.

### Листья
Катафиллов 3—5, от зеленоватых до беловатых, мясистые, на вершине с остриём.
Листьев два. Черешки цилиндрические, 20—55 см длиной, на 10—30 см вложенные во влагалища, формирующие ложный стебель. Листовая пластинка пальчатораздельная; листочки в числе 7—15, сидячие, от обратноланцетовидных до эллиптических, в основании клиновидные, на вершине заострённые; центральный листочек 10—22 см длиной, 2—4,5 см шириной, длиннее или равен смежным с ним.

### Соцветия и цветки
Цветоножка 11,5—37 см длиной, со свободной частью 1,5—7 см длиной, обычно немного короче, чем свободная часть черешков. Трубка покрывала от бледно- до зеленовато-жёлтой снаружи, тёмно-пурпуровая внутри, постепенно переходит к красновато-коричневой у основания, цилиндрическая, немного ухообразная в горловине, 6—9 см длиной и 1,3—2 см в диаметре; пластинка бледно-зеленовато-жёлтая снаружи, тёмно-пурпуровая внутри, овальная, 6—10 см длиной, 3—5 см шириной, на вершине острая или иногда заострённая.
Початок однополый. Мужской початок 1,5—2,4 см длиной, женский — 1,5—3,4 см длиной. Придаток отчётливо отделён от трубки покрывала, у основания красноватый, затем от тёмно-пурпурового до чёрного, булавовидный, 9—15 см длиной, у основания постепенно сужающийся к цветковой части или иногда на ножке, с несколькими острыми стерильными цветками, на конце изогнутый наружу или немного нисходящий.
Цветёт в феврале — марте.

## Распространение
Встречается в Северном Тайване.
Растёт в широколиственных лесах, на высоте от 1600 до 1900 м над уровнем моря.